# علف بوریا (گیاه)
علف بوریا (گیاه) (نام علمی: Agrostis stolonifera) نام یک گونه از سرده علف بوریا است.